# Юнацька збірна Албанії з футболу (U-19)
Юнацька збірна Албанії з футболу (U-19) — національна футбольна збірна Албанії, що складається із гравців віком до 19 років. Керівництво командою здійснює Федерація футболу Албанії. До зміни формату юнацьких чемпіонатів Європи у 2001 році функціонувала як збірна до 18 років.
Головним турніром для команди є Юнацький чемпіонат Європи з футболу (U-19), успішний виступ на якому дозволяє отримати путівку на Молодіжний чемпіонат світу, у якому команда бере участь вже у форматі збірної U-20. Також може брати участь у товариських і регіональних змаганнях.

## Юнацький чемпіонат Європи з футболу (U-19)
| 2002         | не кваліфікувалася       | не кваліфікувалася       | не кваліфікувалася       | не кваліфікувалася       | не кваліфікувалася       | не кваліфікувалася       | не кваліфікувалася       | відбірковий раунд 3/4        | 3                        | 0                        | 1                        | 2                        | 2                        | 14                       |                          |                          |
| 2003         | не кваліфікувалася       | не кваліфікувалася       | не кваліфікувалася       | не кваліфікувалася       | не кваліфікувалася       | не кваліфікувалася       | не кваліфікувалася       | відбірковий раунд 4/4        | 3                        | 0                        | 0                        | 3                        | 1                        | 16                       |                          |                          |
| 2004         | не кваліфікувалася       | не кваліфікувалася       | не кваліфікувалася       | не кваліфікувалася       | не кваліфікувалася       | не кваліфікувалася       | не кваліфікувалася       | відбірковий раунд 3/4        | 3                        | 0                        | 1                        | 2                        | 1                        | 3                        |                          |                          |
| 2005         | не кваліфікувалася       | не кваліфікувалася       | не кваліфікувалася       | не кваліфікувалася       | не кваліфікувалася       | не кваліфікувалася       | не кваліфікувалася       | другий відбірковий раунд 4/4 | 6                        | 2                        | 1                        | 3                        | 7                        | 17                       |                          |                          |
| 2006         | не кваліфікувалася       | не кваліфікувалася       | не кваліфікувалася       | не кваліфікувалася       | не кваліфікувалася       | не кваліфікувалася       | не кваліфікувалася       | відбірковий раунд 4/4        | 3                        | 0                        | 0                        | 3                        | 2                        | 8                        |                          |                          |
| 2007         | не кваліфікувалася       | не кваліфікувалася       | не кваліфікувалася       | не кваліфікувалася       | не кваліфікувалася       | не кваліфікувалася       | не кваліфікувалася       | відбірковий раунд 3/4        | 3                        | 2                        | 0                        | 1                        | 5                        | 4                        |                          |                          |
| 2008         | не кваліфікувалася       | не кваліфікувалася       | не кваліфікувалася       | не кваліфікувалася       | не кваліфікувалася       | не кваліфікувалася       | не кваліфікувалася       | другий відбірковий раунд 4/4 | 6                        | 1                        | 2                        | 3                        | 4                        | 9                        |                          |                          |
| 2009         | не кваліфікувалася       | не кваліфікувалася       | не кваліфікувалася       | не кваліфікувалася       | не кваліфікувалася       | не кваліфікувалася       | не кваліфікувалася       | відбірковий раунд 4/4        | 3                        | 0                        | 0                        | 3                        | 1                        | 10                       |                          |                          |
| 2010         | не кваліфікувалася       | не кваліфікувалася       | не кваліфікувалася       | не кваліфікувалася       | не кваліфікувалася       | не кваліфікувалася       | не кваліфікувалася       | відбірковий раунд 3/4        | 3                        | 1                        | 0                        | 2                        | 4                        | 8                        |                          |                          |
| 2011         | не кваліфікувалася       | не кваліфікувалася       | не кваліфікувалася       | не кваліфікувалася       | не кваліфікувалася       | не кваліфікувалася       | не кваліфікувалася       | відбірковий раунд 4/4        | 3                        | 0                        | 1                        | 2                        | 1                        | 8                        |                          |                          |
| 2012         | не кваліфікувалася       | не кваліфікувалася       | не кваліфікувалася       | не кваліфікувалася       | не кваліфікувалася       | не кваліфікувалася       | не кваліфікувалася       | відбірковий раунд 3/4        | 3                        | 1                        | 1                        | 1                        | 4                        | 1                        |                          |                          |
| 2013         | не кваліфікувалася       | не кваліфікувалася       | не кваліфікувалася       | не кваліфікувалася       | не кваліфікувалася       | не кваліфікувалася       | не кваліфікувалася       | відбірковий раунд 4/4        | 3                        | 1                        | 0                        | 2                        | 3                        | 6                        |                          |                          |
| 2014         | не кваліфікувалася       | не кваліфікувалася       | не кваліфікувалася       | не кваліфікувалася       | не кваліфікувалася       | не кваліфікувалася       | не кваліфікувалася       | відбірковий раунд 4/4        | 3                        | 0                        | 2                        | 1                        | 2                        | 3                        |                          |                          |
| 2015         | не кваліфікувалася       | не кваліфікувалася       | не кваліфікувалася       | не кваліфікувалася       | не кваліфікувалася       | не кваліфікувалася       | не кваліфікувалася       | відбірковий раунд 4/4        | 3                        | 0                        | 0                        | 3                        | 2                        | 7                        |                          |                          |
| 2016         | не кваліфікувалася       | не кваліфікувалася       | не кваліфікувалася       | не кваліфікувалася       | не кваліфікувалася       | не кваліфікувалася       | не кваліфікувалася       | відбірковий раунд 3/4        | 3                        | 1                        | 0                        | 2                        | 3                        | 8                        |                          |                          |
| 2017         | не кваліфікувалася       | не кваліфікувалася       | не кваліфікувалася       | не кваліфікувалася       | не кваліфікувалася       | не кваліфікувалася       | не кваліфікувалася       | відбірковий раунд 3/4        | 3                        | 1                        | 0                        | 2                        | 3                        | 4                        |                          |                          |
| 2018         | не кваліфікувалася       | не кваліфікувалася       | не кваліфікувалася       | не кваліфікувалася       | не кваліфікувалася       | не кваліфікувалася       | не кваліфікувалася       | відбірковий раунд 4/4        | 3                        | 0                        | 0                        | 3                        | 1                        | 9                        |                          |                          |
| 2019         | не кваліфікувалася       | не кваліфікувалася       | не кваліфікувалася       | не кваліфікувалася       | не кваліфікувалася       | не кваліфікувалася       | не кваліфікувалася       | відбірковий раунд 4/4        | 3                        | 0                        | 0                        | 3                        | 0                        | 5                        |                          |                          |
| 2020         | не кваліфікувалася       | не кваліфікувалася       | не кваліфікувалася       | не кваліфікувалася       | не кваліфікувалася       | не кваліфікувалася       | не кваліфікувалася       | відбірковий раунд 4/4        | 3                        | 0                        | 0                        | 3                        | 4                        | 11                       |                          |                          |
| 2021         | Скасовано через COVID-19 | Скасовано через COVID-19 | Скасовано через COVID-19 | Скасовано через COVID-19 | Скасовано через COVID-19 | Скасовано через COVID-19 | Скасовано через COVID-19 | Скасовано через COVID-19     | Скасовано через COVID-19 | Скасовано через COVID-19 | Скасовано через COVID-19 | Скасовано через COVID-19 | Скасовано через COVID-19 | Скасовано через COVID-19 | Скасовано через COVID-19 | Скасовано через COVID-19 |
| 2022         | не кваліфікувалася       | не кваліфікувалася       | не кваліфікувалася       | не кваліфікувалася       | не кваліфікувалася       | не кваліфікувалася       | не кваліфікувалася       | відбірковий раунд 4/4        | 3                        | 1                        | 1                        | 1                        | 5                        | 7                        |                          |                          |
| 2023         | не кваліфікувалася       | не кваліфікувалася       | не кваліфікувалася       | не кваліфікувалася       | не кваліфікувалася       | не кваліфікувалася       | не кваліфікувалася       | відбірковий раунд 3/3        | 2                        | 0                        | 0                        | 2                        | 1                        | 8                        |                          |                          |
| 2024         | не кваліфікувалася       | не кваліфікувалася       | не кваліфікувалася       | не кваліфікувалася       | не кваліфікувалася       | не кваліфікувалася       | не кваліфікувалася       | відбірковий раунд 4/4        | 3                        | 0                        | 0                        | 3                        | 1                        | 6                        |                          |                          |
| 2025         | не кваліфікувалася       | не кваліфікувалася       | не кваліфікувалася       | не кваліфікувалася       | не кваліфікувалася       | не кваліфікувалася       | не кваліфікувалася       | відбірковий раунд 4/4        | 3                        | 0                        | 0                        | 3                        | 0                        | 8                        |                          |                          |
| Усього: 0/22 | Найкращий результат: –   | 0                        | 0                        | 0                        | 0                        | 0                        | 0                        | Усього                       | 71                       | 11                       | 10                       | 50                       | 57                       | 175                      |                          |                          |